# Oljanyzja
Oljanyzja (ukrainisch Оляниця; russisch Оляница Oljaniza) ist ein Dorf in der ukrainischen Oblast Winnyzja mit etwa 1200 Einwohnern.

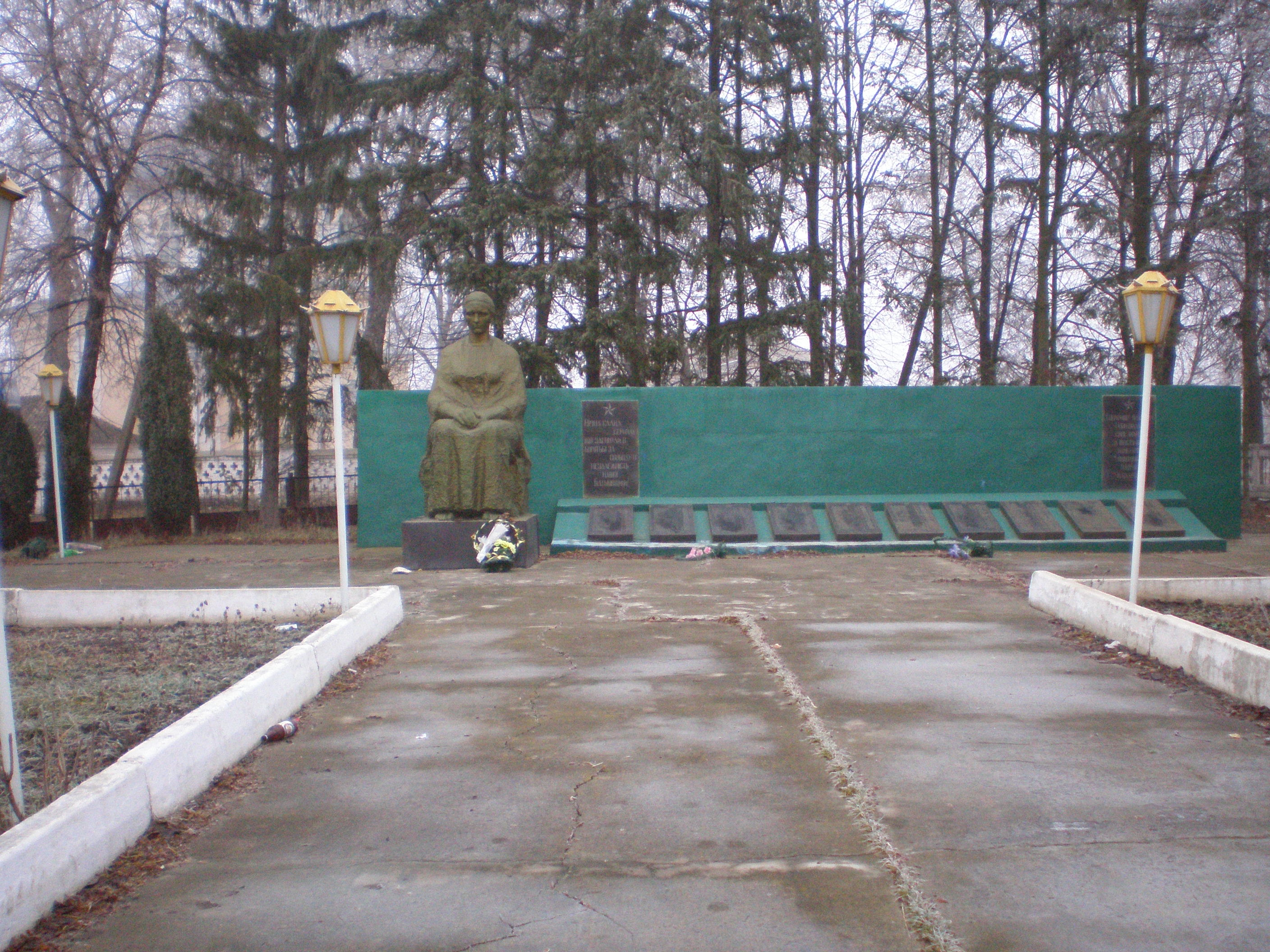
Denkmal im Ort

Das im späten 15. Jahrhundert gegründete Dorf liegt am Ufer der Neteka (Нетека), einem 10,5 km langen, rechten Nebenfluss des Südlichen Bugs und an der Regionalstraße P–33 zwischen der 10 km nördlich gelegenen Stadt Ladyschyn und dem 13 km südlich gelegenen ehemalige Rajonzentrum Trostjanez. Das Oblastzentrum Winnyzja liegt etwa 115 km nordwestlich von Oljanyzja.
Am 12. Juni 2020 wurde das Dorf ein Teil der Siedlungsgemeinde Trostjanez, bis dahin bildete es zusammen mit der Ansiedlung Ladyschynske (Ладижинське), in der sich eine Bahnstation und ein Werk zur Futtermittelproduktion befindet, die gleichnamige Landratsgemeinde Oljanyzja (Оляницька сільська рада/Oljanyzka silska rada) im Norden des Rajons Trostjanez.
Am 17. Juli 2020 kam es im Zuge einer großen Rajonsreform zum Anschluss des Rajonsgebietes an den Rajon Hajssyn.

## Hühnermast und Protest
Im Dorf befindet sich eine der größten Geflügelmastanlagen Europas. Der ukrainische Großkonzern „Вінницької птахофабрики“ (deutsch: Winnyzja Geflügel) betreibt im Dorf zwölf Stallanlagen, in denen jeweils 1,5 Millionen Hühner gemästet und im firmeneigenen Schlachthof geschlachtet werden.
Die beabsichtigte Erweiterung der Produktion rief zahlreiche Proteste bei der Dorfbevölkerung hervor, da sie eine weiter steigende Wasserverschmutzung, Bodenbelastung, Geruchs- und Lärmbelästigung sowie die Zerstörung der Häuser durch Erschütterungen, bedingt durch die zahlreich durch den Ort fahrenden Lastkraftwagen, befürchten.
Zu den Bedingungen der dortigen Hühnerzucht und dem Protest der Bevölkerung gegen das Geflügelzuchtunternehmen und die kommunalen Behörden entstand beim Fernsehsender arte der deutschsprachige Dokumentarfilm Das Dorf und der Hühnerkönig – Ein ungleicher Kampf in der Ukraine.